# Росса (Граубюнден)
Росса (італ. Rossa) — громада  в Швейцарії в кантоні Граубюнден, регіон Моеза.

## Географія
Громада розташована на відстані близько 145 км на південний схід від Берна, 65 км на південний захід від Кура.
Росса має площу 58,9 км², з яких на 0,6% дозволяється будівництво (житлове та будівництво доріг), 7,1% використовуються в сільськогосподарських цілях, 46,1% зайнято лісами, 46,2% не є продуктивними (річки, льодовики або гори).

## Демографія
2019 року в громаді мешкало 151 особа (+39,8% порівняно з 2010 роком), іноземців було 11,9%. Густота населення становила 3 осіб/км².
За віковим діапазоном населення розподілялося таким чином: 7,3% — особи молодші 20 років, 56,3% — особи у віці 20—64 років, 36,4% — особи у віці 65 років та старші. Було 86 помешкань (у середньому 1,7 особи в помешканні).
Із загальної кількості 27 працюючих 5 було зайнятих в первинному секторі, 4 — в обробній промисловості, 18 — в галузі послуг.